# Malik Shams al-Din I
Malik Shams al-Din I Muhammad fou el primer malik (rei) de la dinastia Kart d'Herat. Era net de Tadj al-Din Uthman al-Marghini governador gúrida del castell de Khaysar vers el 1200, i fill de Rukn al-Din Abu Bakr (governador del mateix castell on va resistir als mongols) que estava casat amb la filla del sultà Muhammad de Ghor. El fet que el seu pare i avi fossin col·laterals de la famílida gúrida, i la seva mare una princesa, el permetia considerar-se hereu de la dinastia.
El 1245 Shams al-Din, que acabava de succeir al seu pare al govern de Khaysar, va fer una sortida afortunada del castell i es va apoderar de la ciutat d'Herat, però es va cuidar d'oferir la seva submissió als mongols que el van acceptar com a governant local al mateix nivell que molts altres i li fou reconegut el títol de malik (o malek) equivalent a rei (literalment però en aquest cas més aviat equivalent a príncep). Va col·laborar amb els mongols in els va ajudar en l'expedició del 1246 a Multan, i va romandre per un temps a l'Índia. El 1251, al pujar al tron Mongke, va anar a Mongòlia a retre-li homenatge, i el gran kan el va confirmar en la possessió d'Herat, Djam, Bushandj, Ghor, Khaysar, Firuzkuh, Ghardjistan, Farah, Sistan, Kabul, Tirah, i les muntanyes Sulayman (Afganistan)
Shams al-Din va dirigir els seus esforços de creixement territorial cap al sud-oest, a la regió del Garmsir, moviment justificat per garantir la seguretat de la ruta mongola cap a l'Índia. Un conflicte amb els mongols el 1258 no va alterar la seva situació i Hulagu el va rebre amistosament a la seva cort poc després i li va permetre retornar a Herat. El 1261 això no obstant, Hulagu li va fer retornar la província de Sistan que fou posada sota una administració separada. El 1266 Shams al-Din va enviar un contingent de tropes a Abaka (successor d'Hulagu) per la seva expedició al Caucas contra Berke Khan de l'Horda d'Or. Berke va morir durant la campanya i la frontera es va poder portar fins més enllà de Bakú i Derbent sense massa problemes. El 1270 el governant de Transoxiana, Barak o Burak, va envair Khurasan; durant la guerra que va seguir, Shams al-Din va contactar amb Barak suposadament per garantir el seu territori; el 1273 l'Il-khan va fer una marxa victoriosa fins a Bukharà i va poder restablir la situació anterior i Shams al-Din va quedar com un vassall en qui no es podia confiar; el 1276 fou cridat a la cort de manera imperativa i no se li va permetre retornar sent enviat de guarnició a Bakú on no tenia amics i no podia oferir cap perill; tot i així el 1278 encara fou cridat a Tabriz i empresonat, i morí al cap de poc temps (1278/1279).